# لا تن (نوشاتل)
لا تن (آرپیتان: La Tena) یکی از بخش‌های کانتون نوشاتل در سوئیس است. در ۱ ژانویهٔ ۲۰۰۹ دو بخش سابق مارین ایپاینیر و تیل واوره با هم ادغام شدند و بخش جدید لا تن را ایجاد کردند.
نام‌گذاری لا تن به دلیل محوطهٔ ساحلی نزدیک ایپانیر است که محوطهٔ شاخص فرهنگ باستانی لا تن مربوط به عصر آهن است.

## جغرافیا
مساحت لا تن ۵٫۴ کیلومتر مربع است. ۲٫۶۵ کیلومتر مربع آن (معادل ۴۸٫۷٪) دارای کاربری کشاورزی است. ۰٫۴۵ کیلومتر مربع جنگل، ۲ کیلومتر مربع مسکونی، ۰٫۲۱ کیلومتر مربع توده‌های آبی و ۰٫۱۳ کیلومتر مربع نیز زمین‌های بایر است.
لا تن در شمال شرقی دریاچهٔ نوشاتل در ارتفاع ۴۵۵ متر از سطح دریا قرار دارد. این بخش نزدیک شهر بیل در مرز ناحیه‌های فرانسوی‌زبان و آلمانی‌زبان است.
تا زمان حذف سطح تقسیماتی شهرستان در ۱ ژانویهٔ ۲۰۱۸ لا تن بخشی از شهرستان نوشاتل بود.

## جمعیت
جمعیت لا تن تا دسامبر ۲۰۲۰، ۵٬۱۷۶ نفر است. در سال ۲۰۰۸، ۲۶٪ جمعیت آن خارجی بودند. رشد جمعیت در بازهٔ ده‌ساله (۲۰۰۰ تا ۲۰۱۰) ۱۶٫۷٪ بوده‌است. ۱۲٫۱٪ این رشد مربوط به مهاجرت و ۳٫۲٪ ناشی از تولد و مرگ است.
تا سال ۲۰۰۰ بیشتر جمعیت لا تن (۸۱٫۶٪) فرانسوی‌زبان هستند. زبان‌های آلمانی با ۷٫۲٪ و ایتالیایی با ۳٫۸٪ دومین و سومین زبان بومی رایج در این بخش هستند.
در سال ۲۰۰۸، ۴۹٫۲٪ جمعیت مرد و ۵۰٫۸٪ زن بوده‌اند. ۲۴٫۴٪ جمعیت کودک (سن کمتر از ۲۰ سال)، ۶۴٫۲٪ بزرگسال (۲۰ تا ۶۴ سال) و ۱۱٫۴٪ کهنسال (بیش از ۶۴ سال) بودند.

## اقتصاد
نرخ بیکاری لا تن در سال ۲۰۱۰، ۵٫۶٪ بوده‌است. در سال ۲۰۰۸، ۴۷ نفر در بخش اصلی اقتصاد و در ۱۴ بنگاه اقتصادی مشغول به کار بوده‌اند. ۱٬۱۶۷ نفر نیز در بخش دوم اقتصاد 
و در ۶۰ بنگاه اقتصادی اشتغال داشته‌اند. بخش سوم اقتصاد نیز با ۱۹۸ بنگاه اقتصادی منجر به اشتغال ۲٫۸۶۷ نقر شده است. ۱۵٫۸٪ شاغلان از حمل‌ونقل عمومی و ۵۵٫۲٪ از خودروی شخصی برای رسیدن به محل کار استفاده می‌کنند.